# Theater an der Rott
Das Theater an der Rott befindet sich in der niederbayerischen Stadt Eggenfelden und ist das einzige landkreiseigene Theater in Deutschland, der Träger ist der Landkreis Rottal-Inn.

## Das Haus
Das „Große Haus“ des Theaters an der Rott verfügt über 385 Sitzplätze in Parkett und Balkon. Kleinere Produktionen können im 66 Sitzplätze umfassenden Studio gespielt werden. Als dritte Spielstätte für Liederabende und Lesungen diente das Theatercafé bis 2021. Im Sommer finden Freiluftaufführungen auf der benachbarten "Theaterwiese" statt.

## Die Ausrichtung
Das Theater an der Rott möchte ein Theater für alle Generationen sein.
Der Spielplan umfasst klassisches Schauspiel, moderne Stücke und Inszenierungen, Theater-Monologe, Operetten und Opern-Galas, Tanz, Musicals und Konzerte verschiedener Stilrichtungen.
Darüber hinaus gibt es für Kinder ab 4 Jahren Vorstellungen zu fantastischen Geschichten und Märchen, Schulvorstellungen und Klassenzimmerstücke für ältere Kinder und Jugendliche sowie mobile Angebote für Senioren in sozialen Einrichtungen.

## Die Geschichte
Anfang der 60er Jahre entstand die Idee für den Bau eines Theaters unter dem damaligen Landrat Ludwig Ostermeier. Gemeinsam mit dem Architekten Otto Hofmeister ging er an die Planung und Umsetzung einer Theaterbühne. Ursprünglich war die Aula der neuen Berufsschule als Ort dafür gedacht. Es entstand schließlich ein vollwertiges Theaterhaus mit ca. 500 Zuschauerplätzen, Orchestergraben, Bühne und Garderoben. Der Zuschauerraum war ein typisches Beispiel der Innenarchitektur der 1960er Jahre und von viel Holz geprägt. Am 25. September 1963 wurde das Theater eröffnet.
Im Jahr 1985 erfolgte der große Umbau am Theater an der Rott. Es entstanden ausreichend große und zeitgemäß ausgestattete Werkstätten, eine größere Hinterbühne sowie eine technisch erneuerte Bühne mit Bühnenturm. Der Zuschauerraum verlor seine „Furniervariationen“, ist seitdem in grau und rot gehalten und besitzt eine einem Sternenhimmel ähnelnde Deckenbeleuchtung.

## Die Intendanten
Der erste und bislang am längsten dienende Intendant war Adi Fischer. Bis zu seinem Ruhestand brachte er es auf 34 Spielzeiten. Er führte das Haus zu einem großen Teil als Operetten-Theater. Mit dem Schweizer Intendanten Peter Nüesch wurde ab 1997 das Theaterprogramm maßgeblich verändert. Verstärkt wurde von nun an modernes Schauspiel am Theater aufgeführt. Im Jahr 2007 beendete Nüesch seinen Vertrag. 2007 übernahm mit Mario Eick der dritte Intendant die Leitung des Theaters. Ihm stand dabei in den ersten Jahren Brian Lausund als Oberspielleiter zur Seite. Die musikalische Leitung lag bei Musikdirektor Hannes Ferrand.
Mit der Bestellung des Schauspielers, Sängers und Kulturmanagers Karl M. Sibelius wurde das Theater 2012 stark verändert. Er begann seine Tätigkeit mit einer völligen Neupositionierung des Theaters und machte mit vielen Uraufführungen und neuen Theaterformen das Theater über den Landkreis und die Grenzen Bayerns hinaus bekannt. 2015 wechselte Sibelius nach Trier. Der promovierte Theaterwissenschaftler Uwe Lohr, der bereits unter Sibelius Betriebsdirektor war, übernahm als mittlerweile fünfter Intendant die Leitung des Theaters. Als erste Neuerung gründete Lohr eine eigene Kinder- und Jugendtheatersparte unter dem Namen „Junge Hunde“. Seit 2017 gibt es ein fixes Ensemble mit wiederkehrenden und neuen Gästen. Im Frühjahr 2022 kam es erneut zu einem Wechsel. Uwe Lohr schied aus dem Theatergeschäft aus. Der Landkreis übertrug die künstlerische Leitung an die promovierte Theaterwissenschaftlerin Dr. Elke Maria Schwab-Lohr, Ehefrau von Uwe Lohr, und Dean Wilmington. Beide waren schon vorher als stellvertretende künstlerische bzw. musikalische Leitung im Leitungsteam. Nach dem Ende der Spielzeit 2023/24 schied auch Dean Wilmington aus und Elke Maria Schwab-Lohr wurde zur Intendantin befördert.